# Kazuhiko Chiba
Kazuhiko Chiba (千葉 和彦?, Chiba Kazuhiko; Hokkaidō, 21 giugno 1985) è un calciatore giapponese, difensore dell'Albirex Niigata.

## Palmarès

### Club

#### Competizioni nazionali
- Campionato giapponese: 3

Sanfrecce Hiroshima: 2012, 2013, 2015
- Supercoppa del Giappone: 3

Sanfrecce Hiroshima: 2013, 2014, 2016

### Nazionale
- Coppa dell'Asia orientale: 1

2013